# Скупски северозападен некропол
Скупският северозападен некропол (на македонска литературна норма: Скупска северозападна некропола) е археологически обект, некропол на античния град Скупи, край Скопие, Северна Македония.

## Местоположение
Некрополът е разположен на около 120 m от северозападната градска стена, срещу изхода на декуманус максимус.

## Описание
Некрополът се проучва от 1990 година. Представлява многопластов обект с няколко културни хоризонта от Бронзовата епоха до Късната античност. Идентифицирани са некропол с погребения от Късната бронзова епоха до Ранножелязната епоха; ранноримски некропол с биритуално погребение от II – III век; архитектурни структури и пластове от ранния римски период (I – II век); античен път (II – V век); сметище на занаятчийски център покрай северозападната стена на града (III и първата половина на IV век); късноримски некропол със скелетно погребение (IV – началото на V век) и архитектурни структури и пластове от късноантичния период (V – VI век).
Изключително значим е ранноримският некропол. Проучен е малък сегмент от архитектурно планирания градски некропол, чиито размери и граници не са определени. Той е организиран пред северозападната стена като алея по протежение на античния път, водещ към Скупи от запад и свързващ се с декуманус максимус вътре в града. Открити са седем непокътнати надгробни паметници, от които пет стели и два погребални олтара. Поставени са в четири реда, диагонално един на друг. Погребението е биритуално, с гробове, разположени в успоредни редици, с приблизително една и съща ориентация СЗ/ЮИ, идентична с надгробните плочи и градоустройствения план на града. Независимо от вида и използвания погребален ритуал се вижда еднаква религиозност в разбирането за задгробния живот, както и автохтонни елементи в погребението, италийски влияния в тектониката и ориенталски влияния в имената.